# Kwon Young-jin
Kwon Young-jin (kor.권영진; ur. 1999) – południowokoreańska zapaśniczka walcząca w stylu wolnym. Zajęła 22. miejsce na mistrzostwach świata w 2023 roku.
Brązowa medalistka mistrzostw Azji w 2025, piąta w 2021 roku.